# 8712 Suzuko
8712 Suzuko è un asteroide della fascia principale. Scoperto nel 1994, presenta un'orbita caratterizzata da un semiasse maggiore pari a 3,1372557 UA e da un'eccentricità di 0,1345328, inclinata di 2,53669° rispetto all'eclittica.